# Frank Jenks
Frank Jenks (* 4. November 1902 in Des Moines, Iowa, USA; † 13. Mai 1962 in Los Angeles, Kalifornien, USA) war ein US-amerikanischer Schauspieler und Musiker.

## Leben und Werk
Frank Jenks, Sohn einer Pianistin und eines Werbefachmannes, begann schon als Kind, Posaune zu spielen. Er wuchs in Des Moines und in Kewanee, Illinois, wo er die High School besuchte, auf. Danach begann er ein Studium an der University of Southern California in Los Angeles, das er durch Auftritte in Tanzorchestern finanzierte. Damit war er so erfolgreich, dass er das Studium nach vier Jahren ohne Abschluss beendete. Er trat weiterhin in Orchestern auf. Vermutlich ab Mitte 1927, spätestens aber Anfang 1928, leitete er Vaudeville- und Filmorchester und übernahm dabei auch die Rolle des Master of Ceremony. Ende der 1920er Jahre war dies eine lukrative und einflussreiche Betätigung.
1933 trat Frank Jenks zusammen mit Kay Thompson in der Musik- und Comedy-Radioserie Thompson & Jenks bei KHJ auf. Dies führte zu gemeinsamen Vaudevilleauftritten, die von der Los Angeles Times als „außerordentlich gut“ beschrieben wurden. Allerdings beendete Kay Thompson diese Auftritte bald, da sie in Verbindung mit ihren Radioauftritten zu anstrengend waren. Im gleichen Jahr hatte Frank Jenks seine ersten Filmauftritte, zunächst mehrfach in der Rolle des Leiters eines Orchesters, wie zum Beispiel in College Humor oder in College Rhythm. Obwohl seine Rolle als Musik liebender Taxifahrer in 100 Mann und ein Mädchen eher klein war, fiel er Kritikern sehr positiv auf. Im Anschluss hatte er mehrere größere Rollen in B-Movies, darunter Hauptrollen wie in Strange Faces neben Dorothea Kent. In den drei Filmen über den Detektiv Bill Crane, The Westland Case, The Lady in the Morgue und The Last Warning, spielte er dessen Freund und Begleiter Doc Williams. In der Folge war er in Filmen wie Sein Mädchen für besondere Fälle, Seitenstraße, Und das Leben geht weiter, Thousands Cheer oder Mein Schatz ist ein Matrose, wo er erneut auf Kay Thompson traf, sowie in den drei Blondie-Filmen Blondie’s Lucky Day, Blondie’s Reward und Blondie’s Hero zu sehen.
Ab den 1950er Jahren hatte er Gastrollen in Fernsehserien wie Dick Tracy, Im Wilden Westen, Cheyenne, 77 Sunset Strip, Perry Mason oder Wagon Train. Erwähnt wird auch seine Rolle als Polizeileutnant Rodney in der Serie Front Page Detective. Seine wichtigste Fernsehrolle war aber die des Uthas P. Garvey, des „Assistenten des liebenswerten Trickbetrügers“ Humphrey Flack, die er in allen Folgen der Serie Colonel Humphrey Flack spielte, sowohl in denen in der Liveversion von 1953 bis 1954 als auch denen, die für die 1958 bis 1959 gesendeten Folgen gedreht wurden.
Frank Jenks war von 1938 bis in die 1940er Jahre mit der Tänzerin Margaret Glazier und danach bis zu seinem Tod mit Mary Lee Howell verheiratet. Er starb im Mai 1962 mit 59 Jahren in Hollywood an Krebs und wurde auf dem Inglewood Park Cemetery beerdigt.
Er wurde unter anderem von Bruno W. Pantel, Bum Krüger, Hans Hessling, Toni Herbert, Clemens Hasse und Horst Kempe synchronisiert.

## Filmografie (Auswahl)
- 1933: Hotel auf dem Ozean (Luxury Liner)
- 1933: College Humor
- 1934: College Rhythm
- 1936: Marine gegen Liebeskummer (Follow the Fleet)
- 1936: The Farmer in the Dell
- 1936: The Witness Chair
- 1936: The Last Outlaw
- 1936: Swing Time
- 1936: That Girl from Paris
- 1937: We Who Are About to Die
- 1937: Der Held im Ring (When’s Your Birthday?)
- 1937: There Goes My Girl
- 1937: 100 Mann und ein Mädchen (One Hundred Men and a Girl)
- 1937: The Westland Case
- 1937: Prescription for Romance
- 1937: Täglich ausverkauft! (You’re a Sweetheart)
- 1938: Love Is a Headache
- 1938: The Lady in the Morgue
- 1938: Youth Takes a Fling
- 1938: Strange Faces
- 1938: The Last Warning
- 1939: Big Town Czar
- 1939: Golden Boy
- 1939: First Love
- 1940: Sein Mädchen für besondere Fälle (His Girl Friday)
- 1941: Tall, Dark and Handsome
- 1941: Seitenstraße (Back Street)
- 1941: Die Abenteurerin (The Flame of New Orleans)
- 1942: Syncopation
- 1942: Die Flotte bricht durch (The Navy Comes Through)
- 1943: Und das Leben geht weiter (The Human Comedy)
- 1943: Corregidor
- 1943: So’s Your Uncle
- 1943: Thousands Cheer
- 1943: Die Stubenfee (His Butler’s Sister)
- 1944: Follow the Boys
- 1944: Mein Schatz ist ein Matrose (Two Girls and a Sailor)
- 1944: Three Little Sisters
- 1944: The Impatient Years
- 1944: Rogues’ Gallery
- 1945: The Kid Sister
- 1945: G. I. Honeymoon
- 1945: The Missing Corpse
- 1945: Bedside Manner
- 1945: Weihnachten nach Maß (Christmas in Connecticut)
- 1946: Blondie’s Lucky Day
- 1946: White Tie and Tails
- 1946: That Brennan Girl
- 1947: That’s My Gal
- 1947: Kilroy Was Here
- 1947: Blonde Savage
- 1947: Anklage: Mord (High Wall)
- 1948: Mary Lou
- 1948: Blondie’s Reward
- 1948: Startbahn ins Glück (You Gotta Stay Happy)
- 1948: Fünf auf Hochzeitsreise (Family Honeymoon)
- 1950: Blondie’s Hero
- 1950: Einer weiß zuviel (Woman on the Run)
- 1950: Tod im Nacken (To Please a Lady)
- 1950: Dick Tracy (Fernsehserie, 2 Folgen)
- 1951: Front Page Detective (Fernsehserie, 3 Folgen)
- 1951: Ich war eine amerikanische Spionin (I Was an American Spy)
- 1952–1953: Im Wilden Westen (Death Valley Days, Fernsehserie, 3 Folgen)
- 1952, 1955: Superman – Retter in der Not (Adventures of Superman, Fernsehserie, 2 Folgen)
- 1953: The Adventures of Ozzie and Harriet (Fernsehserie, Folge 1x21)
- 1953, 1955: The Life of Riley (Fernsehserie, 3 Folgen)
- 1953–1959: Colonel Humphrey Flack (Fernsehserie, 77 Folgen)
- 1954: Die Autofalle von Las Vegas (Highway Dragnet)
- 1955: … und nicht als ein Fremder (Not as a Stranger)
- 1955: Maler und Mädchen (Artists and Models)
- 1955: Sudden Danger
- 1956: Straße des Verbrechens (Slightly Scarlet)
- 1956: Alarm am Ölturm 3 (The Houston Story)
- 1956: Cheyenne (Fernsehserie, Folge 1x13)
- 1956: Geschöpf des Schreckens (The She-Creature)
- 1956: Lockende Versuchung (Friendly Persuasion)
- 1957: Der Koloß (The Amazing Colossal Man)
- 1957: Corky und der Zirkus (Circus Boy, Fernsehserie, Folge 1x33)
- 1958: König der Spaßmacher (Merry Andrew)
- 1958: Fünf auf einen Streich (Rock-A-Bye Baby)
- 1958: 77 Sunset Strip (Fernsehserie, Folge 1x01)
- 1958, 1961: Perry Mason (Fernsehserie, 2 Folgen)
- 1960: Wagon Train (Fernsehserie, Folge 4x06)